# Lernentoma asellina
Lernentoma asellina – gatunek widłonoga z rodziny Chondracanthidae. Nazwa naukowa tego gatunku skorupiaków została opublikowana w 1758 roku przez szwedzkiego biologa Karola Linneusza.